# جوراب (نیر)
جوراب روستایی است که در استان اردبیل، شهرستان نیر، بخش مرکزی، دهستان رضاقلی قشلاق قرار دارد.

## جمعیت
بر اساس سرشماری سال ۱۳۸۵ جمعیت این روستا ۲۹۹ نفر با ۷۲ خانوار بوده‌است.